# Rothschildia meridana
Rothschildia meridana is een vlinder uit de onderfamilie Saturniinae van de familie nachtpauwogen (Saturniidae).
De wetenschappelijke naam van de soort is, als Rothschildia orizaba meridana, voor het eerst geldig gepubliceerd door Lionel Walter Rothschild in 1907. De status werd in 2012 door Brechlin & Meister opgewaardeerd tot soort.

## Synoniemen
- Rothschildia orizaba meridana Rothschild, 1907